# Genus alternans
Genus alternans (łac. „zmienny rodzaj”) – zjawisko występujące w części języków posiadających gramatyczną kategorię rodzaju, w wyniku którego rzeczowniki zmieniają rodzaj w zależności od tego, czy są używane w liczbie pojedynczej czy w mnogiej. Występuje m.in. w języku rumuńskim, włoskim i w wymarłych językach tocharskich.